# Pachydrus
Pachydrus is een geslacht van kevers uit de familie  waterroofkevers (Dytiscidae).
Het geslacht is voor het eerst wetenschappelijk beschreven in 1882 door Sharp.

## Soorten
Het geslacht omvat de volgende soorten:
- Pachydrus brevis Sharp, 1882
- Pachydrus cayennensis (Laporte, 1835)
- Pachydrus cribratus Sharp, 1882
- Pachydrus globosus (Aubé, 1838)
- Pachydrus obesus Sharp, 1882
- Pachydrus obniger (Chevrolat, 1863)
- Pachydrus politus Sharp, 1882
- Pachydrus princeps (Blatchley, 1914)
- Pachydrus ritsemae Régimbart, 1883